# Bernard Maitenaz
Bernard Maitenaz, né le 29 septembre 1926 à Joinville-le-Pont et mort le 22 février 2021 à Paris, est un ingénieur, opticien, inventeur et ancien dirigeant d'entreprise français. Il a inventé les verres progressifs de correction visuelle Varilux, et a dirigé le groupe Essilor pendant plus de dix ans. Il est  membre de l'Académie des technologies.

## Biographie

### Études
Bernard Maitenaz naît dans une famille appartenant au monde de l'optique : son grand-père et son père ont travaillé dans la Société des Lunetiers (Essel), qui fusionne en 1972 avec Silor pour devenir Essilor.
Il est diplômé de l'École nationale supérieure d'arts et métiers (Pa143) et de l'Institut d'optique Graduate School (ESO 47).

### Parcours professionnel
Il entre chez Essel en décembre 1948 comme ingénieur d'études, devient chef des services d’études (1951), directeur technique (1953) et directeur du département industriel (1966). En 1972, Essel fusionne avec Silor pour former Essilor. Directeur des recherches et développement de 1972 à 1979, directeur général puis président-directeur général de 1980 à 1991. Il est  président d'honneur de l'entreprise.
Il invente en 1959 le verre progressif (Varilux) puis le verre à puissance modulée en 1972.

### Enseignement
Bernard Maitenaz a été enseignant et membre du conseil d'administration  à SupOptique de 1957 à 1976, et conseiller de l'enseignement technique au ministère de l'Éducation nationale de 1966 à 1976.

## Distinctions
- Membre de l'Académie des technologies
- Président d'honneur d'Essilor
- Officier de la Légion d'honneur
- Commandeur de l'ordre national du Mérite
- Docteur honoris causa de l'Université de Montréal et de l'université de Boston
- Prix Nessim-Habif (1995)

#### Livres
- Jean-Charles Le Roux, L'épopée Varilux, Paris, Perrin, 2007, 197 p. (ISBN 978-2-262-02604-2)

#### Périodiques
- Arts&MétiersMag, Paris, Société des ingénieurs Arts et Métiers (ISSN 0999-4084)